# Сен Коломбан (Квебек)
Сен Коломбан (фр. Saint-Colomban) је град у Канади у покрајини Квебек. Према резултатима пописа 2011. у граду је живело 13.080 становника.

## Становништво
Према резултатима пописа становништва из 2011. у граду је живело 13.080 становника, што је за 29,0% више у односу на попис из 2006. када је регистровано 10.136 житеља.
| 2006.  | 2011.  |
| ------ | ------ |
| 10.136 | 13.080 |